# Trisha Paytas
Trisha Kay Paytas (ur. 8 maja 1988 w Riverside) – amerykańska youtuberka, modelka, piosenkarka i celebrytka internetowa.

## Wczesne lata
Urodziła się 8 maja 1988 w Riverside. Jest córką Franka i Lenny. Jest pochodzenia greckiego i węgierskiego. Gdy miała trzy lata, jej rodzice się rozwiedli, a córka pozostała z matką, która przeprowadziła się do Freeport. Ma dwójkę rodzeństwa, brata i przyrodnią siostrę.
Kiedy miała 15 lat, przeniosła się z ojcem i bratem do Kalifornii. W następnym roku wróciła do Illinois, gdzie uczęszczała do liceum w Pecatonica.

## Kariera
Po przeprowadzce do Los Angeles zaczęła pracować jako fotomodelka prezentująca damską bieliznę, a żeby się utrzymać, dorabiała jako striptizerka. 3 stycznia 2007 założyła kanał na platformie YouTube o nazwie ''blndsundoll4mj''. Początkowo kanał miał być dedykowany jej idolowi, reżyserowi Quentinowi Tarantino, ale krótko po stworzeniu kanału skupiła się na wideo o innych tematach. Od 2008 do 2011 pojawiła się w kilku telewizyjnych programach i serialach, m.in.: The Ellen DeGeneres Show i Współczesna rodzina, wystąpiła także w teledyskach Eminema i Amy Winehouse.
W 2014 założyła kanał na YouTube o nazwie Trisha Paytas, na którym wstawiała vlogi, a z czasem także materiały z mukbangiem. Wydała dwie EP-ki: Superficial Bitch (2015) i Daddy Issues (2016). W 2017 wzięła udział w 20. edycji reality show Celebrity Big Brother.
W lutym 2019 opublikowała swój cover piosenki „Shallow” Lady Gagi i Bradleya Coopera, który w cztery dni zyskał ponad milion wyświetleń na YouTube. W tym samym roku wyruszyła w trasę koncertową The Heartbreak Tour.
W październiku 2019 wznowiła nagrania autorskiego podcastu The Dish with Trish, który został anulowany w sierpniu 2020. Od września 2020 do czerwca 2021 współprowadziła (z Ethanem Kleinem) podcast Frenemies o mediach społecznościowych.
Udziela się na platformach TikTok i OnlyFans.
W lipcu 2023 zaczęła współprowadzić (z Oscarem Graceyem) podcast na YouTube pod nazwą Just Trish Podcast. W marcu 2024 podcast odnotował łącznie 30 mln wyświetleń na YouTube dzięki ponad 50 odcinkom.
W lutym 2025 Paytas wystąpiła w Trisha Paytas' Big Broadway Dream, jednonocnym show charytatywnym w St. James Theatre, z występami Sutton Foster, Bena Platta, Joy Woods i Rachel Zegler.

## Życie prywatne
Od 2008 do sierpnia 2013 spotykała się z Anthonym Michaelem Hallem, w latach 2014–2016 – z tancerzem Seanem van der Wiltem, a w od 2017 do 2019 – z youtuberem Jasonem Nashem. Od 2020 związana jest z izraelskim artystą Mosesem Hacmonem, za którego wyszła w grudniu 2021. Ma dwie córki: Malibu Barbie (ur. 14 września 2022) i Elvis (ur. 24 maja 2024). 6 marca 2024 poinformowała, że spodziewa się trzeciego dziecka, które urodzi się w lipcu 2025.
W styczniu 2021 ujawniła się jako osoba niebinarna. 